# Вартиовуори
Ва́ртиовуори (швед. Vårdberget фин. Vartiovuorenmäki также известный как фин. Kiikar-torninmäki или Дозорный холм) — самый высокий из семи холмов города Турку, расположенный на восточном берегу реки Ауры во II районе центральной части города и занятый в настоящее время городским парком.

## История

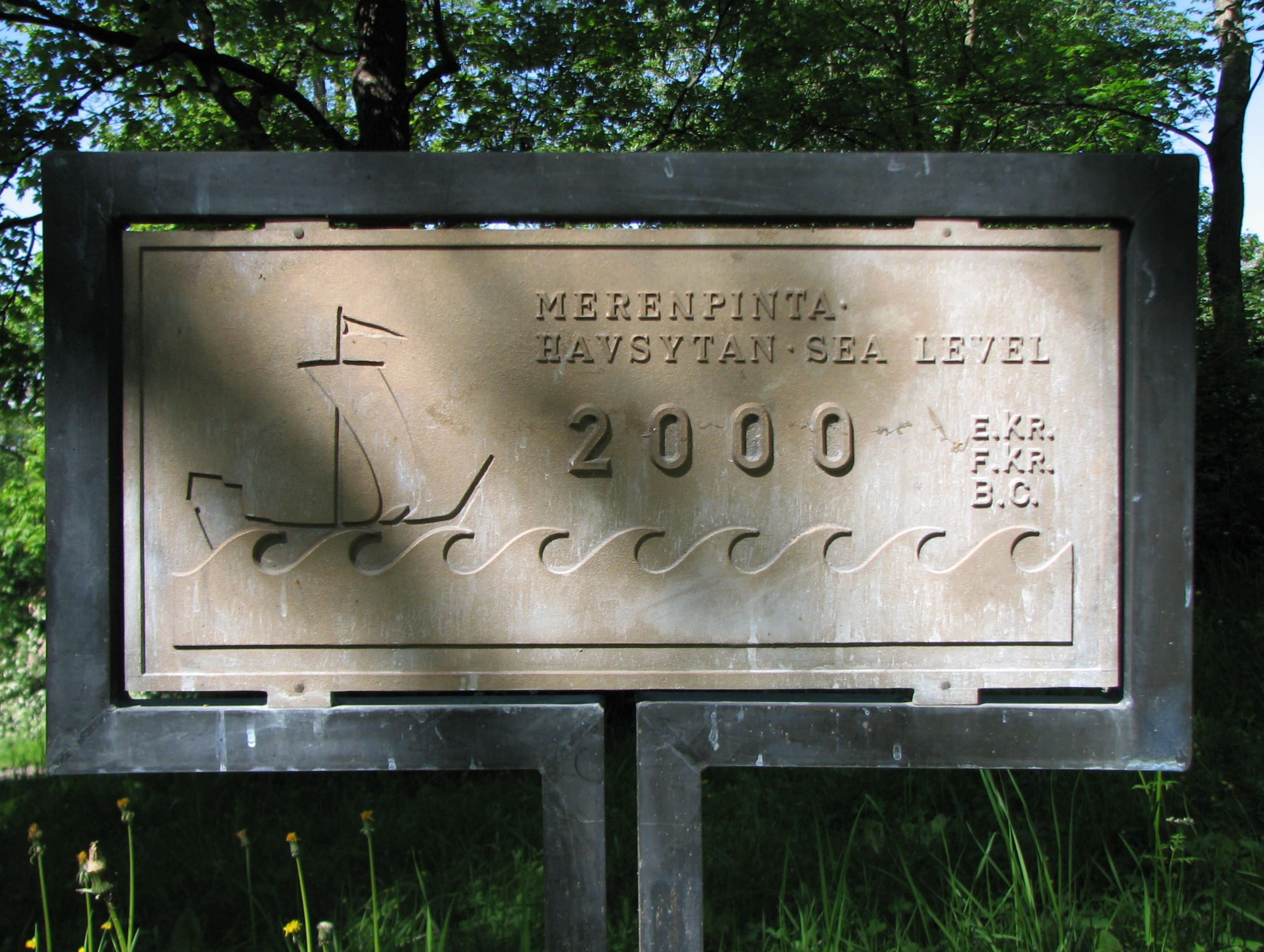
Отметка уровня моря

Холм образовался после отступления моря и значительного подъёма суши, что наглядно представлено на территории парка информационными знаками, представляющими динамику подъёма геологической платформы на протяжении последних 5 тысяч лет.
В период XIII—XVI веков холм выполнял оборонительне функции на подступах к центральной части города, о чём свидетельствует его название — «сторожевой холм». В этот период на холме располагался наблюдательный пункт, который, в случае наступления врага с моря, принимал сигнал из Абоского замка и передавал его далее в город.
В XIX веке холм стал излюбленным местом отдыха для горожан, приходивших на смотровую площадку для обозрения панорамы города.
В начале XIX века на вершине холма по проекту финского архитектора Карла Людвига Энгеля была возведена университетская обсерватория Королевской академии Або. В настоящее время в здании расположен Музей мореплавания и астрономических коллекций современной Академии Або.
В настоящее время территория холма органично включена в центральное ядро Турку, в непосредственной близости от Торговой площади и преобразована в парковую зону с рядом рекреационных объектов, в том числе — детским летним театром.
У подножия холма с южной стороны расположен Музей ремёсел Луостаринмяки и здание Генерального консульства Российской Федерации с русской церковью Успения Богородицы.